# Calydna hira
Calydna hira är en fjärilsart som beskrevs av Jean Baptiste Godart 1824. Calydna hira ingår i släktet Calydna och familjen Riodinidae. Inga underarter finns listade i Catalogue of Life.